# Poa flabellata
Poa flabellata é uma espécie de gramínea do tipo tussok pertencente à família Poaceae, nativa do sul da América do Sul e das ilhas Malvinas. Cresce em densas touceiras, de cerca 2 metros de altura ou mais nas zonas costeiras e húmidas,  predominando na paisagem.

## Taxonomia
Poa flabellata foi descrita por (Lam.) Raspail e publicado em Annales des Sciences d'Observation 2: 86, t. 4, f. 11. 1829.